# Barnaby Rudge
Barnaby Rudge, met volledige titel Barnaby Rudge: A Tale of the Riots of Eighty, is een historische roman door Charles Dickens. Barnaby Rudge (samen met The Old Curiosity Shop) was een van de twee romans die Dickens publiceerde in zijn korte wekelijkse serie Master Humphrey's Clock, die uitgegeven werd tussen 1840 en 1841. Het was de eerste poging van Dickens om een historische roman te schrijven, de andere mondde uit in A Tale of Two Cities, een roman spelende ten tijde van de Franse Revolutie.
Barnaby Rudge gaat over gebeurtenissen voorafgaand aan en tijdens de Londense Gordon Riots van begin juni 1780, antikatholieke protesten aangesticht door de Calvinistische activist Lord Gordon die leidden tot geweld, plunderingen en verwoestingen op grote schaal en ten slotte met groot verlies van mensenlevens door het leger moesten worden onderdrukt. Het personage Barnaby Rudge is een dorpsgek die door het verhaal heen dwaalt, samen met zijn moeder en zijn tamme raaf Grip.